# Fantasy
För andra betydelser se Fantasy (olika betydelser).

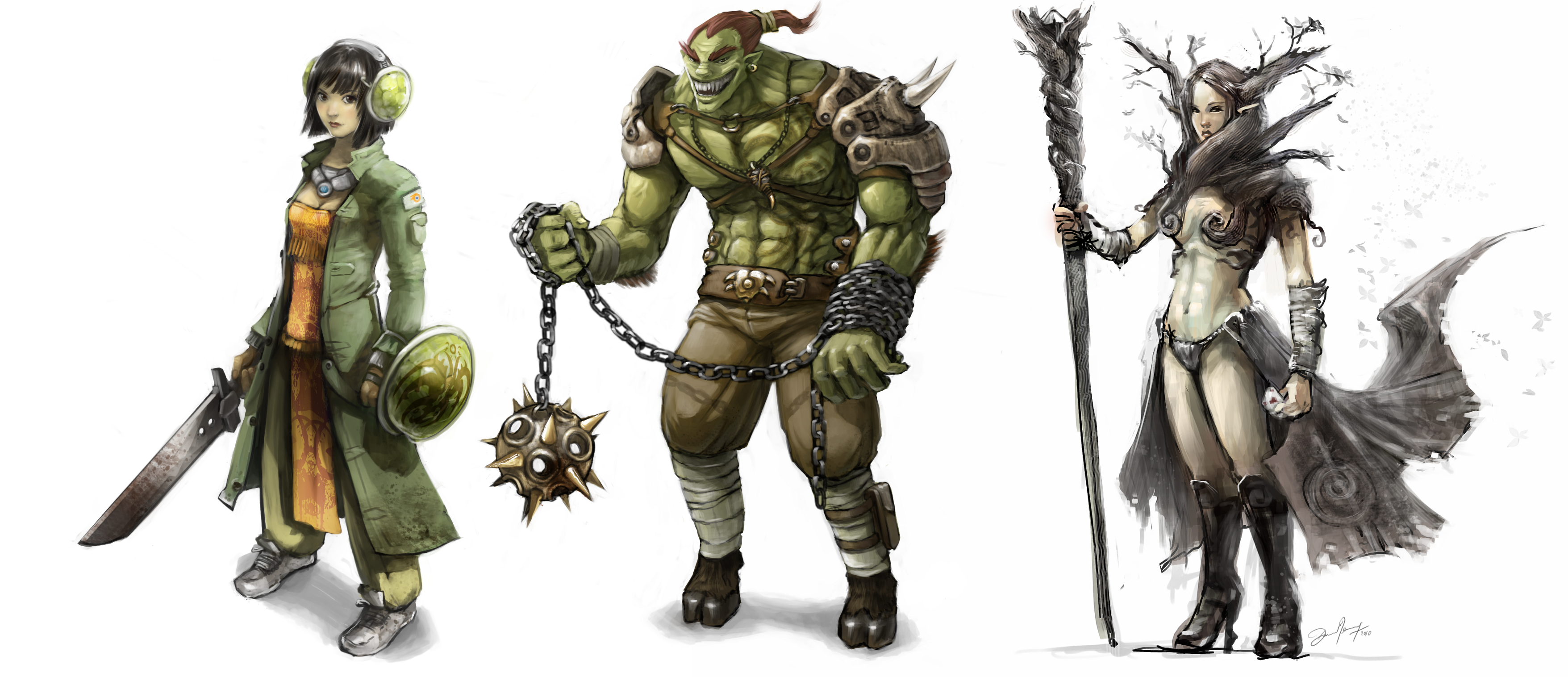
Fantasyvarelser.

Fantasy (engelskt uttal: /ˈfæntəˌsi/) är en kulturell genre där en avvikande verklighet, till exempel magi eller andra övernaturliga företeelser, spelar en viktig roll. Delar som tillhör fantasyberättelsens grund är först och främst fantasivärlden, vilken kan likna en sagovärld eller västvärldens medeltid, såväl som ha tagit inspiration från andra världsdelar eller tidsepoker. Det finns ofta slott och drakar, monster och häxor, hjältar och fiender med i fantasyberättelser. I en del fantasyberättelser finns det två världar vilka berättelsen vandrar mellan, genom till exempel en magisk dörr som någon träder igenom eller genom att någon faller ner i ett magiskt hål. Huvudpersonen, hjälten, har ett uppdrag, ofta något eller någon den söker efter. Det är vägen dit, hur hjälten löser detta, som är berättelsens handling. Läsaren eller betraktaren får följa hur utmaningar och prövningar blir lösta, och hur målet eller gåtans lösning kommer närmare. Fantasyvärlden är full av magi, som används på många olika sätt. Både hjälten och dennes fiender använder magi för att försvara sig och för att attackera de andra. Det finns ett stort antal karaktärer, både onda och goda. Vanligtvis brukar de onda försöka ta över världen i början av berättelsen, medan hjälten gör allt för att skydda den. Oftast vinner hjälten till slut.
Fantasy skiljer sig från genren science fiction genom sitt förhållande till realismen. Där fantasy kräver att någonting inte kan ske, kräver science fiction att det som händer inte kan ske just nu, men skulle kunna hända eller skulle kunna ha hänt. Science fiction är, som namnet antyder, mer vetenskapligt inriktad fiktion, medan fantasy innehåller ett stort mått av magi. Det finns också blandformer av dessa två genrer. Fantastik på litteraturområdet och spekulativ fiktion inom film- och TV-serievärlden är både en paraplybeteckning för bland annat fantasy, science fiction, skräck, magisk realism och folklore och en genre i sig genom att subgenrerna kan blandas.
Se också heroisk fantasy, science fantasy.

## Definitioner av fantasy
Exakt vad som räknas till fantasy varierar kraftigt, även bland litteraturvetare. En viktig uppdelning är att skilja mellan en (litterär) stil och en genre. Den förra kallas ibland fantastik på svenska, och den senare vanligen fantasy. Den vanligaste definitionen av fantasy som litterär genre är att det är en skönlitterär berättelse som beskriver företeelser som läsaren anser är omöjliga. Till detta bör läggas att även författaren ska anse att det rör sig om något omöjligt, men att detta omöjliga ska behandlas som om det vore möjligt inom ramen för berättelsen.. Fantasy är således inte i grunden beroende av var eller när händelserna utspelar sig, i vår värld eller en påhittad, så länge något (viktigt) i berättelsen avviker från vad vi anser är möjligt.
Detta har lett till olika uppdelningar av genren, utifrån till exempel miljö eller berättelsetyp. En tidig uppdelning var i hög och låg fantasy (eng. high och low), beroende på om berättelsen huvudsakligen utspelade sig i en påhittad (sekundär) värld eller i vår egen (med vissa ändringar).. Ett lite mer nyanserat synsätt, som vunnit mark under senare år, är att dela upp fantasygenren i kategorier utifrån hur det omöjliga inslaget förs in i berättelsen: i portalfantasy hamnar huvudpersonen i en fantastisk/sekundär värld genom att gå igenom en magisk portal från vår värld (som i C.S. Lewis Narnia-böcker eller Mio, min Mio av Astrid Lindgren), eller lämnar en plats som får representera vår värld och beger sig ut i en magisk omvärld (som i J.R.R. Tolkiens Sagan om ringen). I nedsänkningsfantasy utspelar sig allt i en sekundär värld och läsaren, som i portalfantasy är lika okunnig som huvudpersonen, måste pussla ihop hur världen fungerar medan huvudpersonen är väl hemmastadd (som i Erik Granströms Svavelvinter och China Miévilles Perdido Street Station). Intrångsfantasy fungerar tvärtemot portalfantasy, genom att det omöjliga på något sätt "tränger sig in" i vår värld och skapa oreda, antingen genom en portal eller genom att bara finnas där. (Astrid Lindgrens Karlsson på taket men också vampyr- och spökhistorier är typiska exempel.) Slutligen finns även tröskelfantasy, som utnyttjar stilistiska grepp och perspektivskiftningar för att få läsaren att uppleva det fantastiska men samtidigt känna sig främmande för eller tveksam till det. (Till exempel Maria Gripes Agnes Cecilia – en sällsam historia och Tordyveln flyger i skymningen; en samling tröskelfantasynoveller finns i Conjunction:39 - The New Wave Fabulists).
En vanlig uppfattning är att fantasy är lika med det som kallas formelfantasy, episk fantasy, heroisk fantasy, genrefantasy, eller hög fantasy/high fantasy. Vanligtvis avses med detta en portalfantasyberättelse där huvudpersonen ska representera det goda i kampen mot ondskan, hela världen står på spel, och berättelsen sträcker sig över flera volymer..

## Undergenrer
Sword and sorcery (även kallad Low fantasy):
Sword and sorcery handlar det om huvudpersonen/huvudpersonernas personliga konflikter, snarare än att rädda hela världen. Robert E. Howards skapelse Conan, med början i The Phoenix on the Sword från år 1932 brukar räknas som starten för den moderna sword and sorcery-eran. Men redan Odysséen som handlar om Odysseus tioåriga irrfärder på väg hem till sin ö Ithaka räknas till sword and sorcery. Odysseus tvingas slåss mot cykloper, nymfen Kalypso, trollkvinnan Kirke, sirener, de två sexhövdade sjöodjuren Skylla och Karybdis m.fl.
Heroisk fantasy (även kallad High fantasy):
Huvudpersonen/huvudpersonerna i heroisk fantasy skall ofta rädda världen, ett kungarike, störta ett ont imperium eller något annat heroiskt. Den kanske kändaste berättelsen inom heroisk fantasy är J.R.R Tolkiens Sagan om ringen där huvudpersonerna ska rädda världen från ondska genom att förstöra ringen. I Bilbo – En hobbits äventyr från år 1937 ska huvudpersonerna döda draken för att dvärgarna ska kunna återta Erebor. För oss i Norden är eposet Beowulf omtalat där hjälten Beowulf ska rädda danernas rike från monstret Grendel. Beowulf räknas som heroisk fantasy.
Science fantasy:
Science fantasy är den traditionella beteckningen på science fiction-litteratur med en dragning åt mystik och fantasy eller med inslag av så avancerad vetenskap att den verkar fantasy-betonad eller magisk. Den moderna science fantasy anses börja med Edgar Rice Burroughs (mest känd för att ha skrivit böckerna om Tarzan) Mars-romaner (även kallad Barsoomserien) med hjälten John Carter där första boken kom år 1917.

## Ursprung och karakteristik

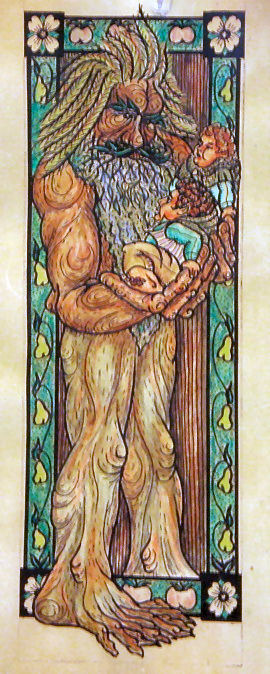
Lavskägge som håller i två hober. Från Sagan om ringen.

Den moderna fantasylitteraturen har funnits i mindre än 200 år men föregångarna till dagens fantasy, inspirationskällorna till många av dagens fantasyförfattare, har funnits längre tid tillbaka om man även räknar med berättelser som Gilgamesheposet, Tusen och en natt, Odysséen, Beowulf, Legenden om Kung Artur med fler.
Många anser att dagens fantasy började med 1800-talsförfattare som William Morris och George MacDonald och sedan fick sitt stora genombrott i och med J.R.R. Tolkiens verk Sagan om ringen som blev mycket populär under 1960-talet. Tolkien själv var väldigt inspirerad av bland annat Beowulf när han skrev Sagan om ringen och Bilbo – En hobbits äventyr. Vissa hävdar att ett av fantasylitteraturens stora problem i Sverige idag är att det betraktas som barnlitteratur utan större värde för vuxna.
Fantasy utspelar sig inte alltid i medeltiden, det finns även en del fantasyböcker som utspelar sig i vår tid, till exempel Amerikanska gudar och Neverwhere av Neil Gaiman, eller i sällsynta fall i framtiden.
Bland de mest kända varelserna i fantasyvärlden, med det inte sagt att alla varelser dyker upp i alla böcker, kan nämnas trollkarlar, häxor, alver, troll, dvärgar och jättar. Det finns även andra varelser, då många författare hittar på egna varelser som ska passa in just i deras handlingar. Således är det svårt att hitta en bra motsvarighet till en japansk oni bland svenska oknytt. En annan av fantasylitteraturens hörnstenar är magin.
Det har inom fantasylitteraturen funnits en tendens att dela in genren i subgenrer. I John Clute & John Grant (red), The Encyclopedia of Fantasy, förekommer till exempel omkring fyrtio olika sorters fantasy som är namngivna utifrån vilken miljö berättelsen utspelar sig i, hur intrigen är strukturerad, vilket källmaterial som använts eller hur det används, hur magi skildras, vilken sorts huvudperson som förekommer, hur gammal (den avsedda) läsaren är eller vilka teman som ingår i berättelsen. Dessa subgenrer saknar oftast tydliga definitioner, överlappar varandra och fungerar främst som etiketter för bokhandeln.

### Fantasylitteraturens utveckling
- Forntid - myter och sagor
- Medeltid - epos, legender och sagor
- 1700-talet - reseberättelser (till exempel Gullivers resor och Robinson Crusoe)
- tidigt 1800-tal - den gotiska skräckromanen
- Folksagor[24]

### Fantasyklichéer
Kopplat till att fantasy beskriver en avvikande verklighet – en fantasivärld – så finns det också ett antal klichéer som hör ihop med fantasy.
- Ondskan manifesteras ofta i en invaderande armé. Denna armé behöver en ledare men inte nödvändigtvis en ond och grym mörk härskare som vill sänka världen i evigt mörker och slakta alla sina motståndare. Den typiske mörke fursten ska helst vara fjättrad på något vis och ha problem med att anta fysisk form. Dessutom vågar ingen nämna sagde härskares namn. På grund av att det finns sådana härskare i många böcker – Härskarringen, Sagan om Drakens återkomst, Harry Potter för att nämna några – borde den mörke fursten ses som en kliché.
- Det goda symboliseras av hjälten, som slåss och segrar för det goda, inte sällan som en del av en profetia.[26]
- Legenden om kung Artur har varit inspirationen till många verk, till exempel T.H. Whites Svärdet i stenen och Mary Stewarts Merlinserie. Även Sagan om Drakens återkomst visar inspiration från samma legend, om än något diskretare. Denna legend har givit upphov till en helt egen undergenre inom fantasyn: Arthurian fantasy.[27]
- Folksagornas grundelement har studerats av Vladimir Propp som fann många funktioner som också återfinns i fantasy - Skurken orsakar skada för en medlem av familjen, Hjälten lämnar hemmet, Hjälten och skurken möts i direkt kamp[28].
- Hjälten fostras av släktingar, till exempel en morbror, och vet inte vilka hans riktiga föräldrar är, men de antas vara döda. (Eragon, Star Wars)
- Hjältens släktingar blir brutalt mördade och han ger sig av för att hämnas. (Eragon, Vindens namn, Star Wars, Sagan om klanen Otori)
- Hjälten träffar en vis gammal man som verkar veta mer än han vill medge. Mannen blir hjältens vägvisare. (Härskarringen, Eragon, Star Wars)
- Det visar sig att hjältens far är någon av dessa tre: rikets nådige konung, den mörke härskaren som leder de svarta trupperna och vill sänka världen i evigt mörker, eller den vise gamle vägvisaren. (Eragon, Star Wars)
- Många fantasyklichéer finns samlade i boken The Tough Guide to Fantasyland av Diana Wynne Jones, som är en parodisk turistguide till en stereotyp fantasyvärld. Författaren utvecklade sedan idén i boken The Dark Lord of Derkholm, där invånarna i en magisk värld tvingas bete sig som fantasyklichéer för att tillfredsställa turister.

### Fantasyvarelser
De flesta av dessa varelser visar tydliga influenser av J.R.R. Tolkien genom att ofta använda bokstäverna I, A, E och L.

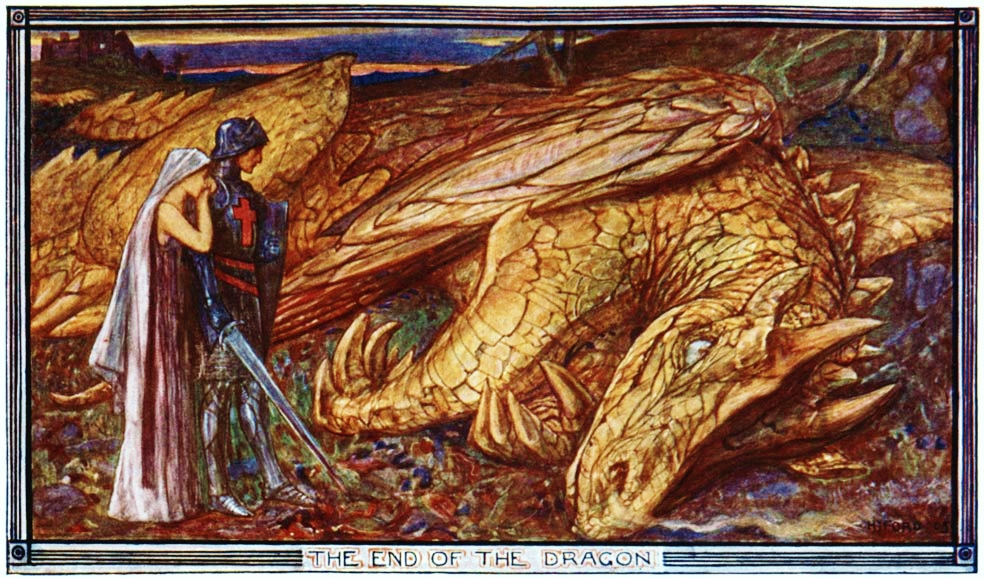
Drakens död - Henry Justice Ford. Drakar inom fantasy beskrivs oftast som enorma eldsprutande ödledjur med fjäll och vingar.

- Alver
- Dvärgar
- Orcher
- Drakar
- Jättar
- Vättar

### Berömda fantasyböcker översatta till svenska
- Conan av Robert E. Howard
- Svärdet i stenen av T.H. White
- Berättelsen om Narnia av C.S. Lewis
- Sagan om ringen eller Härskarringen (i nyöversättning Ringarnas herre) av J.R.R. Tolkien
- Övärlden av Ursula K. Le Guin
- Amber-serien av Roger Zelazny
- Kriget om Rämnan av Raymond E. Feist
- Sagan om Belgarion och Sagan om Mallorea av David Eddings
- Skivvärlden av Terry Pratchett
- Draklanskrönikan av Tracy Hickman och Margaret Weis
- Draklanslegenderna av Tracy Hickman och Margaret Weis
- Deverryserien av Katharine Kerr
- Minne, sorg och törne av Tad Williams
- Sagan om Elenien och Sagan om Tamuli av David Eddings
- Sagan om Drakens återkomst av Robert Jordan
- Sagan om häxkarlen (The Witcher på engelska) av Andrzej Sapkowski
- Shannara av Terry Brooks
- Sanningens svärd av Terry Goodkind
- Den mörka materian av Philip Pullman
- Berättelsen om fjärrskådarna och Handelsmännen och de magiska skeppen av Robin Hobb
- Sagan om is och eld av George R.R. Martin
- Harry Potter av J.K. Rowling
- Svärdens väktare av Nick Perumov
- Lejoninnans sång av Tamora Pierce
- Sagan om klanen Otori av Lian Hearn
- Arvtagaren av Christopher Paolini
- Jonathan Strange & Mr Norrell av Susanna Clarke
- Krigets år av Steph Swainston
- Berättelsen om kungadråparen av Patrick Rothfuss

### Berömda fantasyböcker på svenska
- Bröderna Lejonhjärta av Astrid Lindgren
- Mio, min Mio av Astrid Lindgren
- Ronja Rövardotterav Astrid Lindgren
- Trilogin om Frihetskrigen av Niklas Krog
- Engelsforstrilogin av Mats Strandberg och Sara Bergmark Elfgren
- Krönikan om den femte konfluxen av Erik Granström
- Sönderfallets symfoni av Mattias Kuldkepp
- Serahema Saporium av Marcus Olausson

## Inte enbart litteratur

### Teater
Det har funnits flera teateruppsättningar baserade på fantasyböcker. Bland annat har ett par av Terry Pratchetts fantasyböcker dramatiserats av Stephen Briggs, Irana Brown och Suzi Holyoake och flera av manuskripten har blivit publicerade i bokform.

### Musik
Det finns ett otal artister som låtit sig inspireras av fantasy i större eller mindre utsträckning. Vissa har gjort enstaka låtar med fantasytema medan andra har gjort hela album, exempelvis Freedom Call. Hela metal-genren är till stor del inspirerad av fantasy och nordisk mytologi; särskilt black metal med undergenrer så som viking, folk och pagan metal. Här nedan följer en lista på band och artister som låtit sig inspireras av fantasy i sitt musikskapande.

#### Metal
| - Alestorm - Arkona - Ayreon - Avantasia - Bal-Sagoth - Blind Guardian | - Citadellion - Dark Moor - Edguy - Elvenking - Ensiferum - Ereb Altor - Freedom Call | - Helloween - Iron Maiden - Finntroll - Hammerfall - Heidevolk | - Månegarm - Narnia - Korpiklaani - Manowar - Myrkgrav - Sonata Arctica | - Tobias Sammet - Nightwish - Rainbow - Rhapsody of Fire - Summoning | - Týr - Windir - Within Temptation - Ronnie James Dio |

#### Övriga musikgenrer
| - Avrigus - Bjorn Lynne - Blackmore's Night - Bo Hansson - Encryption - Enya | - Gary Hughes - Howard Shore - Loreena McKennitt - Nordman | - Pär Lindh - Trollrath |

### Konst

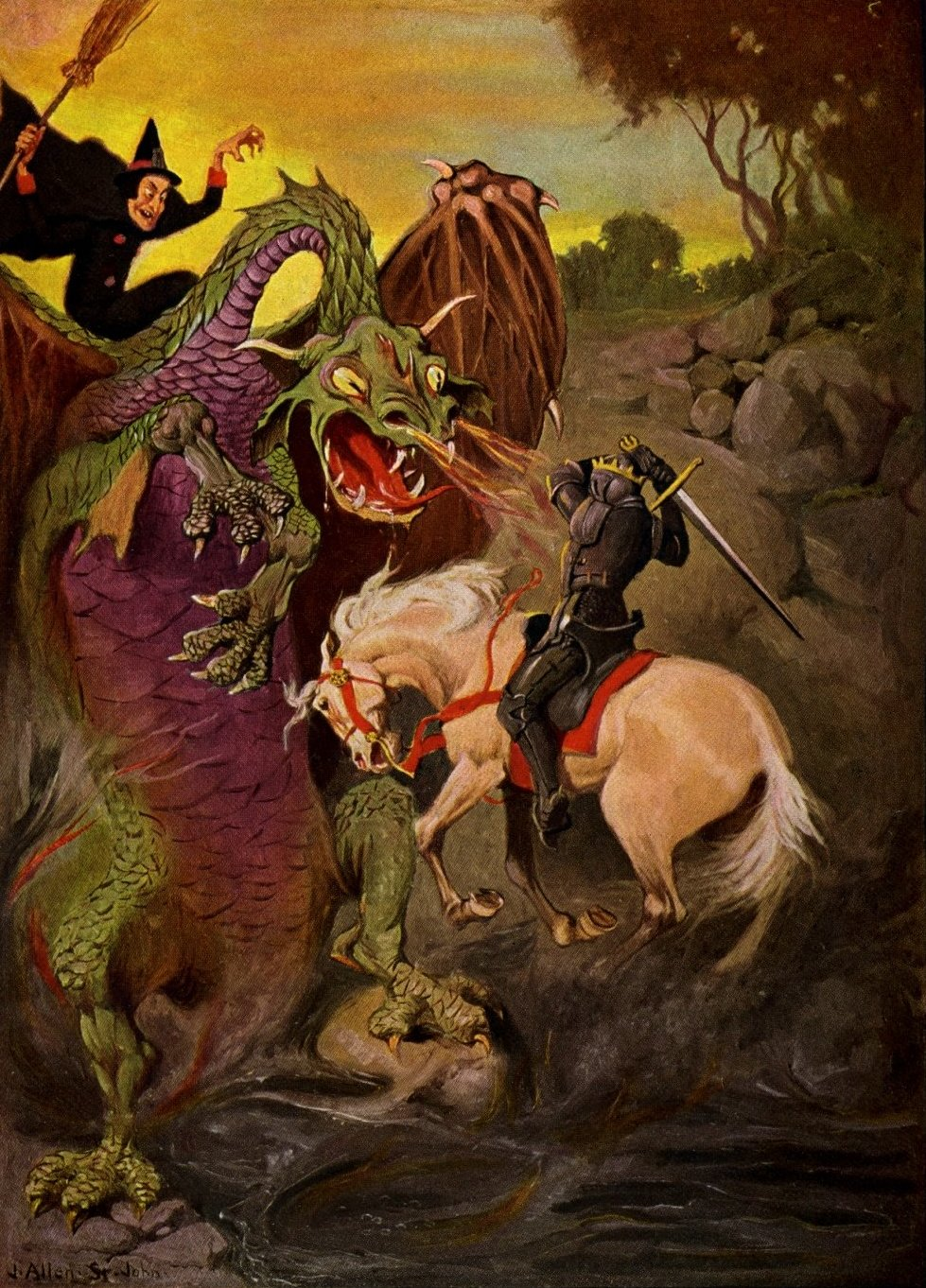
Framsidan till The Face in the Pool av J. Allen St. John

Fantasykonst är en konstgenre där man målar av magiska eller övernaturliga teman, idéer, varelser eller sättningar. Avbildningar av forntida myter och legender, likväl som avbildningar av modern fantasy med gudomliga ingripanden och magiska eller övernaturliga krafter är väldigt vanliga element och hjälper till att skilja fantasy-konsten från andra konstarter. Drakar, trollkarlar, feer och andra fantastiska och mytiska varelser är vanliga kännetecken i fantasykonst.
Ett par exempel på fantasykonstnärer är John Howe som målar bilder om Sagan om ringen, John Avon som målar bilder till Magic: The Gathering och Ron Spencer som målar bilder åt Wizards of the coast, bland annat till Magic: The Gathering).

### Film
Många fantasyböcker har filmatiserats, bland de mest kända återfinns Sagan om ringen-serien, Harry Potter-serien, Eragon-serien, Twilight-serien och Guldkompassen.

### TV
- Gabriel Klint av Amanda Romare

### Lajv
Ett populärt tema för levande rollspel är olika fantasyvärldar.